# Італійська Серія A 1961–1962
Сезон 1961-62 Серії A — футбольне змагання у найвищому дивізіоні чемпіонату Італії, 31-й турнір з моменту започаткування Серії A. Участь у змаганні брали 18 команд, 3 найгірші з яких за результатами сезону полишили елітний дивізіон.
Переможцем сезону став клуб «Мілан», для якого ця перемога у чемпіонаті стала 8-ю в історії.
| Чемпіон Італії 1961/62 |
| ---------------------- |
| «Мілан» 8-й титул      |

## Команди-учасниці
Участь у турнірі брали 18 команд:

## Підсумкова турнірна таблиця
|                         |     | Турнірна таблиця 1961-1962 | О  | І  | В  | Н  | П  | М+ | М- |
| ----------------------- | --- | -------------------------- | -- | -- | -- | -- | -- | -- | -- |
| Чемпіон Італії          | 1.  | «Мілан»                    | 53 | 34 | 24 | 5  | 5  | 83 | 36 |
|                         | 2.  | «Інтернаціонале»           | 48 | 34 | 19 | 10 | 5  | 59 | 31 |
| Вийшов до Кубка Мітропи | 3.  | «Фіорентина»               | 46 | 34 | 19 | 8  | 7  | 57 | 32 |
| Вийшов до Кубка Мітропи | 4.  | «Болонья»                  | 45 | 34 | 19 | 7  | 8  | 57 | 41 |
|                         | 5.  | «Рома»                     | 44 | 34 | 18 | 8  | 8  | 61 | 35 |
| Вийшов до Кубка Мітропи | 6.  | «Аталанта»                 | 38 | 34 | 13 | 12 | 9  | 39 | 38 |
|                         | 7.  | «Торіно»                   | 36 | 34 | 12 | 12 | 10 | 42 | 40 |
|                         | 8.  | «Палермо»                  | 35 | 34 | 13 | 9  | 12 | 30 | 35 |
|                         | 9.  | «Мантова»                  | 32 | 34 | 12 | 8  | 14 | 42 | 42 |
|                         | 10. | «Сампдорія»                | 30 | 34 | 9  | 12 | 13 | 32 | 40 |
|                         | 10. | «Катанія»                  | 30 | 34 | 9  | 12 | 13 | 30 | 45 |
|                         | 12. | «Венеція»                  | 29 | 34 | 8  | 13 | 13 | 35 | 41 |
| Вийшов до Кубка Мітропи | 12. | «Ювентус»                  | 29 | 34 | 10 | 9  | 15 | 48 | 56 |
|                         | 14. | «Ланероссі»                | 27 | 34 | 8  | 11 | 15 | 29 | 43 |
|                         | 14. | СПАЛ                       | 27 | 34 | 9  | 9  | 16 | 30 | 50 |
| Вибув до Серії B        | 16. | «Падова»                   | 23 | 34 | 7  | 9  | 18 | 29 | 49 |
| Вибув до Серії B        | 17. | «Лекко»                    | 23 | 34 | 6  | 11 | 17 | 30 | 53 |
| Вибув до Серії B        | 18. | «Удінезе»                  | 17 | 34 | 6  | 5  | 23 | 37 | 63 |

## Чемпіони
Склад переможців турніру:
| Воротарі: Джорджо Гецці (27 матчів), Маріо Лібералато (7). Захисники: Чезаре Мальдіні (34, 1 гол), Луїджі Радіче (28, 1), Сандро Сальвадоре (30), Маріо Давід (30, 3), Франческо Дзагатті (8), Маріо Треббі (5). Півзахисники: Джованні Трапаттоні (32), Джанні Рівера (27, 10), Діно Сані (20, 5), Амброджо Пелагаллі (14, 1), Джованні Лодетті (1). Нападники: Жозе Алтафіні (33, 22), Паоло Барізон (22, 6), Джанкарло Данова (17, 7), Джино Півателлі (16, 8), Джиммі Грівз (10, 9), Олів'єро Конті (9, 4), Альсідес Чіггіа (4). Тренер: Нерео Рокко. Технічний директор: Джузеппе Віані. |

## Найкращі бомбардири
Найкращими бомбардирами сезону 1961-62 Серії A стали гравець клубу «Мілан» Хосе Альтафіні та представник «Фіорентини» Ауреліо Мілані, які забили по 22 голи.
|    | Гравець                   | Команда          | Громадянство      | Голів | (пенальті) |
| -- | ------------------------- | ---------------- | ----------------- | ----- | ---------- |
| 1° | Хосе Альтафіні            | «Мілан»          | Бразилія/ Італія  | 22    | -          |
|    | Ауреліо Мілані            | «Фіорентина»     | Італія            | 22    | 2          |
| 3° | Джеррі Хітченс            | «Інтернаціонале» | Англія            | 16    | -          |
|    | Анджело Бенедікто Сормані | «Мантова»        | Бразилія/ Італія  | 16    | 3          |
| 5° | Курт Хамрін               | «Фіорентина»     | Швеція            | 15    | -          |
| 6° | Беніаміно Ді Джакомо      | «Лекко»          | Італія            | 14    | -          |
|    | Педро Манфредіні          | «Рома»           | Аргентина         | 14    | 2          |
| 8° | Омар Сіворі               | «Ювентус»        | Аргентина/ Італія | 13    | -          |
| 9° | Умберто Маскіо            | «Аталанта»       | Аргентина/ Італія | 11    | 2          |
|    | Езіо Паскутті             | «Болонья»        | Італія            | 11    | -          |
|    | Маріно Перані             | «Болонья»        | Італія            | 11    | 6          |
|    | Джино Раффін              | «Венеція»        | Італія            | 11    | 3          |
|    | Луїс Суарес               | «Інтернаціонале» | Іспанія           | 11    | -          |
|    |                           |                  |                   |       |            |

Курт Хамрін, Омар Сіворі і Лоренцо Беттіні забили по сто м'ячів у матчах Серії «А». По завершенні сезону, до десятки найвлучніших голеадорів ліги входять: Сільвіо Піола (275), Гуннар Нордаль (225), Джузеппе Меацца (216), Джамп'єро Боніперті (178), Амедео Амадеї (174), Гульєльмо Габетто (165), Карло Регуццоні (155), Іштван Ньєрш (153), Адріано Бассетто (149), Беніто Лоренці (142).